# Josep Pérez i Moya
Josep Pérez i Moya (nascut l'1 de febrer de 1953) és un polític català, diputat al Congrés dels Diputats en la X Legislatura.

## Biografia
Començà a estudiar medicina a la Universitat Autònoma de Barcelona però no va acabar la carrera. Militant del PSUC primer i d'Iniciativa per Catalunya Verds després, a les eleccions municipals espanyoles de 1983 fou elegit tinent d'alcalde de l'ajuntament del Prat de Llobregat, càrrec que va renovar a les següents eleccions municipals de 1987, 1991, 1995, 1999 i 2003. De 1995 a 2003 fou conseller de l'Entitat Metropolitana del Transport i membre del Consell d'Administració de l'Institut Metropolità del Taxi. De 1999 a 2003 també fou vicepresident de la Diputació de Barcelona.
En desembre de 2006 fou nomenat director del Servei Català de Trànsit, càrrec que va desenvolupar fins a 2010. De 2013 a 2015 ha estat Coordinador del grup metropolità d'ICV-EUIA-EPM a l'Àrea metropolitana de Barcelona.
L'abril de 2015 va substituir en el seu escó Laia Ortiz i Castellví, escollida diputada a les eleccions generals espanyoles de 2011 i que renuncià a l'escó quan fou escollida regidora a l'ajuntament de Barcelona a les eleccions municipals espanyoles de 2015. Ha estat portaveu adjunt de la Comissió d'Interior, de la Comissió d'Indústria, Energia i Turisme, de la Comissió d'Agricultura, Alimentació i Medi ambient, de la Comissió de Cooperació Internacional per al Desenvolupament, de la Comissió sobre Seguretat Viària i Mobilitat Sostenible i de la Comissió per a l'Estudi del Canvi Climàtic.